# Fonte di energia secondaria
Una fonte di energia secondaria è una fonte energetica che può essere prodotta a partire da una fonte primaria.
Ad esempio l'energia elettrica può essere prodotta sfruttando energie non rinnovabili come quelle contenute nei combustibili fossili (petrolio, carbone e gas naturale). 
La produzione di una fonte secondaria comporta la conversione da una forma di energia a un'altra e questo determina sempre una perdita di efficienza nel sistema perché una parte dell'energia iniziale viene persa durante la trasformazione.